# Mamu
Les Mamu sont un peuple aborigène d'Australie. En 2013, la cour fédérale australienne a reconnu les droits ancestraux des Mamu sur des terres dans l'état du Queensland, à l'extrême nord.
Les Mamu sont également, tout comme les Mimi, des esprits en lesquels croyaient les aborigènes d'Australie,,.